# Dosio Koffler
Dosio Koffler (geboren 15. April 1892 in Cecowa, Galizien; gestorben 6. April 1955 in London) war ein österreichischer Schriftsteller, Drehbuchautor, Filmarchitekt und Filmregisseur.

## Leben
Dosio Koffler wuchs in Galizien auf. Zu Hause wurde deutsch gesprochen, die Umgebung war mehrsprachig: polnisch, ukrainisch, jiddisch. Um die Jahrhundertwende übersiedelte die Familie nach Berlin, später zog Koffler nach Wien, wo er unter anderem von Karl Kraus beeinflusst wurde. Er war Regisseur, Drehbuchautor, Filmarchitekt und schrieb Satiren, Dramen und Prosatexte. Koffler gehört zu den Autoren verbrannter Bücher. Als Gegner des Nationalsozialismus, und weil er nach den „Nürnberger Gesetzen“ als Jude definiert wurde, musste er Deutschland verlassen. 1934 floh er nach Prag. Als die deutsche Regierung 1938 die Auslieferung deutscher Staatsbürger forderte, floh er unter dramatischen Umständen über Paris nach England, wo er sich der Gruppe unabhängiger deutscher Autoren (GUDA) um Kurt Hiller anschloss. Trotz relativer Erfolge blieb das Überleben mühsam. Er kränkelte, hielt sich mit Schreibarbeiten und nach Ende des Kriegs mit einem Schreibwarengeschäft über Wasser. Koffler kehrte nie nach Deutschland oder Österreich zurück. Er starb im April 1955 in London.

## Werk

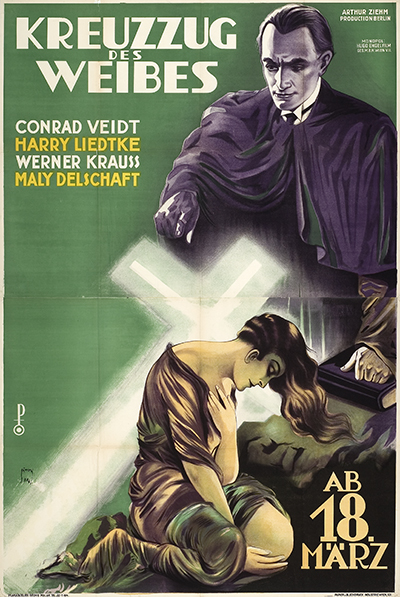
Filmplakat, Entwurf von Lipót Sátori im Atelier Georg Pollak (1926)

In den 1920er und 1930er Jahren kamen mehrere Filme heraus, für die Koffler das Drehbuch geschrieben, Regie geführt und Architekturen entworfen hat. Als Drehbuchautor und Szenenbildner arbeitete er häufig mit dem Filmregisseur Martin Berger zusammen. So war er mit ihm am ersten rumänischen Tonfilm beteiligt, bei dem er für die Bauten verantwortlich zeichnete, Verklungene Träume. Von diesem Film wurde vor einigen Jahren ein Fragment wiederentdeckt, er gilt über das Fragment hinaus jedoch als verloren. Zu den Stummfilmen, für die Koffler das Drehbuch schrieb und Martin Berger Regie führte, gehört der Aufklärungsfilm Kreuzzug des Weibes, der das Problem des Schwangerschaftsabbruchs behandelt, das Sozialdrama Die Ausgestoßenen, in dem die Situation der Kinder von Gefangenen thematisiert wird und Rasputins Liebesabenteuer, die Geschichte des Wundermönchs.
Über seine erste Buchveröffentlichung, die sich vermutlich mit dem Leben Karl Liebknechts befasst hat, ist nichts Näheres bekannt. Sein 1931 erschienener Text Wilhelm II. Ein Film wurde 1933 verbrannt und stand auf den NS-Listen des „schädlichen und unerwünschten Schrifttums“. In Prag erschien Liebesinsel. Komödie in 5 Akten, eine Satire auf den Rassenwahn mit Liedern zu Musik von Jacques Offenbach. Sie wurde auf deutschen Druck hin verboten. Kofflers bekanntestes Werk ist die 1941 erschienene Deutsche Walpurgisnacht, die auch ins Englische übersetzt wurde und als Film geplant, allerdings nicht realisiert wurde. In England erschien 1943 auch eine Streitschrift über die Auseinandersetzungen rund um Lord Vansittart, einem Gegner der englischen Appeasement-Politik, der 1938 aus dem Staatsdienst entlassen worden war. Die deutsche Walpurgisnacht. Ein Spiel in 5 Szenen wurde 1987 vom Persona-Verlag erstmals in Deutschland wieder herausgegeben. In diesem bekanntesten seiner Werke lässt Koffler Goethe, Schiller und Nietzsche aus dem Grab steigen und gemeinsam mit Mephisto ins Dritte Reich reisen. Brutalität, Propaganda und Erziehungsmethoden des Nazismus werden mit klassischen Zitaten und beißendem Witz vorgeführt, um nach „der Erlösung vom höllischen Alpdruck zu streben“ und einen Blick in die Zukunft zu öffnen.

## Literarische Werke
- Der Weg nach Golgatha. Passionsspiel. 1919.
- Wilhelm II. Ein Film. Lucifer-Verlag, Berlin 1931.
- Die Liebesinsel. Komödie in 5 Akten. Verlag Neumann & Co, Prag 1938.
- Die deutsche Walpurgisnacht. Ein Spiel in fünf Szenen. Vorwort von Henry Wickham Steed. Lincolns-Prager Publishers Ltd, London 1941. Neuauflage: Persona Verlag, Mannheim 1987, ISBN 978-3-924-65207-4.
  - The German Witches’ Sabbath. A satire in five scenes. Übersetzt von Graham Rowson. Nicholson & Watson, London 1942.
- Vansittartitis: a polemic by Dosio Koffler. Übersetzt von E. Fitzgerald. Hutchinson, New York, Melbourne 1943.

## Filmografie
- 1923: Die Schmiede
- 1923: 1000 Dollar Belohnung (Regie)
- 1924: Freies Volk
- 1926: Kreuzzug des Weibes (Drehbuch, Bauten)
- 1927: Heimkehr des Herzens (Drehbuch, Bauten)
- 1927: Die Ausgestoßenen (Drehbuch, Bauten)
- 1928: Rasputins Liebesabenteuer (Drehbuch, Bauten)
- 1929: Nebenbuhlerinnen (Bauten)
- 1929: Heilige oder Dirne (Bauten)
- 1930: Verklungene Träume (Bauten)